# Деомідова Глафіра Володимирівна
Глафіра Деомідова — радянська та російська оперна співачка (сопрано). Заслужена артистка РРФСР (1976).
Закінчила Київську консерваторію. 